# Oleksandr Tkatchenko
Oleksandr Vladyslavovytch Tkatchenko (en ukrainien : Олександр Владиславович Ткаченко), né le 22 janvier 1966 à Kiev, est un journaliste puis homme politique ukrainien.

## Biographie
Il est diplômé de l'université nationale Taras-Chevtchenko de Kiev en 1990 puis de la Harvard Business School en 2016.

### Carrière dans les médias
En 1997, il quitte 1+1. En 1999, il dirige Novyi Kanal.

### Parcours politique
Il est député de la IXe Rada sous l'étiquette « Serviteur du peuple », puis ministre du gouvernement Chmyhal. Il est démis par la Rada le 27 juillet 2023.